# Christelijk-Democratische Unie
De Christelijk-Democratische Unie  (CDU) was een Nederlandse politieke partij, die werd opgericht op 11 december 1926 als een samenvoeging van enkele protestantse links-pacifistische groepen. De CDU was een linkse protestantse partij ontstaan uit de restanten van de in 1925 vrijwel verdwenen progressieve protestants-christelijke partijen, zoals de Christelijk-Sociale Partij (Later: Protestantse Volkspartij) en Christelijk Democratische Federatie. De leider van de CDU was Harm van Houten. In 1946 ging de partij op in de Partij van de Arbeid.

## Geschiedenis

### 1926-1933
In 1926 werd de Christelijk Democratische Federatie (CDF) omgevormd tot de CDU. De CDF was een samenwerking tussen de Christelijke Volkspartij, de Christelijk-Sociale Partij en de Christen-Democratische Partij. Het electoraat van de CDU bestond aanvankelijk vooral uit vrijzinnigen binnen de Nederlandse Hervormde Kerk.
Vanaf 1929 ontwikkelde de CDU zich tot antimilitaristische partij. In haar nieuwe programma sprak zij van "Krachtig streven naar nationale en (of) internationale ontwapening als eisch van het Christelijk geweten". Aanvankelijk haalde zij bij lokale verkiezingen vooral veel stemmen in Twente, waar zij populair was onder de Textielarbeiders die leden onder de economische crisis. Daarnaast haalde zij een groot deel van haar stemmen in Amsterdam. Vanaf 1932 verschoof het zwaartepunt naar Friesland en Groningen. Dit valt te verklaren door de toetreding van Harm van Houten, een directeur van een verzekeringsmaatschappij die zich sterk maakte voor de Friese pachtboeren.
De CDU noemde zichzelf niet socialistisch, maar mag met enig voorbehoud worden gerekend tot de socialistische partijen. De partij keerde zich tegen de politiek van Hendrik Colijn en tegen het individualisme. De partij was rechtzinnig-protestants en trachtte zich te profileren als een progressief-sociaal alternatief voor de grotere ARP. 

### 1933-1941
In 1933 werd Van Houten gekozen als eerste Tweede Kamerlid van de CDU. Hij zette zich sterk in voor een premievrij staatspensioen, dat bij de verkiezingen van 1937 het centrale campagnepunt van de partij werd. Bij deze verkiezingen haalde de partij twee zetels. Naast Van Houten vertegenwoordigde nu ook Hessel Posthuma sr. de partij in de Kamer.
Op 2 oktober 1936 werd het binnen de Gereformeerde Kerken in Nederland op last van de synode verboden om lid te zijn van de CDU.
Door de opkomst van het nationaalsocialisme ontstond er binnen de CDU verdeeldheid over het ontwapeningsstandpunt. Op 12 juli 1941 werd de CDU verboden door de Duitse bezetter en deed onsuccesvolle pogingen om illegaal door te gaan. 

### Vanaf 1945
Na de oorlog kon Van Houten niet terugkeren in de politiek omdat hij actief was geweest voor de nationaalsocialistische Nederlandse Landstand. Hij werd in de Kamer vervangen door partijvoorzitter Rintje van der Brug.
Na de oorlog kwam men door invloed van de vooroorlogse ideeën van Zwitserse theoloog Karl Barth over de verhouding kerk en staat tot het inzicht dat christenen zich niet apart hoefden te organiseren, ook niet in de politiek.
Op 8 februari 1946 fuseerde de CDU met de SDAP en de VDB tot de Partij van de Arbeid, waar voormalige leden als Jan Buskes en Fedde Schurer van zich lieten spreken. Binnen de PvdA bleef een 'Protestantse Werkgemeenschap' bestaan.
Partijblad van de Christelijk Democratische Unie was De Strijder, vanaf 1937 De Christen-democraat.